# Ferdo Juvanec
Ferdo Juvanec, slovenski skladatelj in zborovodja, * 3. april 1872, Martinjak, † 25. junij 1941, Ljubljana.
Juvanec je bil predvsem skladatelj zborovske glasbe. Njegov sin Ferdo Juvanec mlajši je prav tako slovenski skladatelj. 